# Ucla xenogrammus
Ucla xenogrammus är en fiskart som beskrevs av Holleman, 1993. Ucla xenogrammus ingår i släktet Ucla och familjen Tripterygiidae. Inga underarter finns listade i Catalogue of Life.